# بيرس فرنسيس
بيرس فرنسيس (بالإنجليزية: Piers Francis)‏ هو لاعب اتحاد الرغبي نيوزلندي، ولد في 20 يونيو 1990 في غريفزند ‏ في المملكة المتحدة.

## روابط خارجية
- بيرس فرنسيس على موقع دوري الرغبي الممتاز (الإنجليزية)
- بيرس فرنسيس عل موقع إسبنسكروم (الإنجليزية)
- بيرس فرنسيس على موقع ItsRugby.co.uk (الإنجليزية)